# نیکولا پاشیچ
نیکولا پاشیچ (سیریلیک صربی: Никола Пашић؛ ۱۸ دسامبر ۱۸۴۵ – ۱۰ دسامبر ۱۹۲۶) سیاست‌مدار شناخته شده پادشاهی صربستان بود.
وی در دسامبر ۱۹۱۸، از ژانویه ۱۹۲۱ تا ژوئیه ۱۹۲۴ و نوامبر ۱۹۲۴ تا آویل ۱۹۲۶ نخست‌وزیر یوگسلاوی و از سال ۱۸۹۱ تا ۱۸۹۲، از سال ۱۹۰۴ تا ۱۹۰۵، از سال ۱۹۰۶ تا ۱۹۰۸، ۱۹۰۹ تا ۱۹۱۱ و از سال ۱۹۱۲ تا ۱۹۱۸ نخست‌وزیر صربستان بوده‌است.
وی همچنین برندهٔ جوایزی همچون نشان عقاب سپید (لهستان) شده‌است.

## نگارخانه

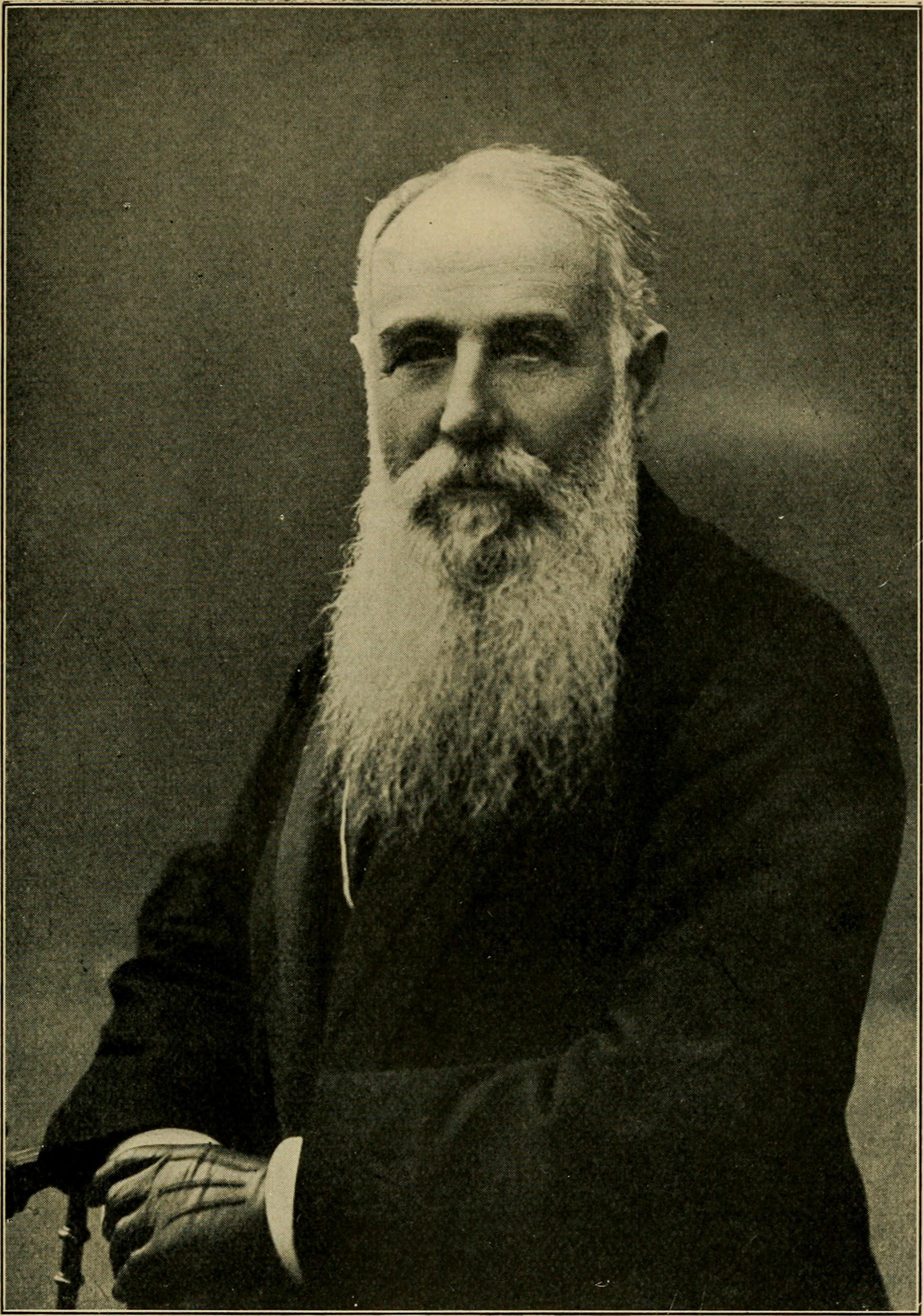
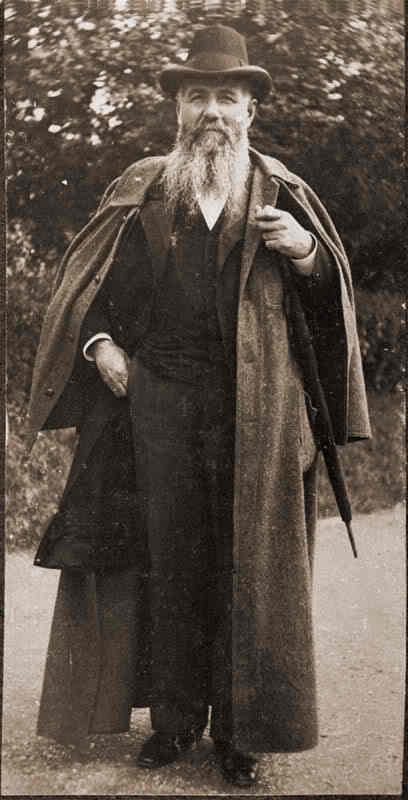
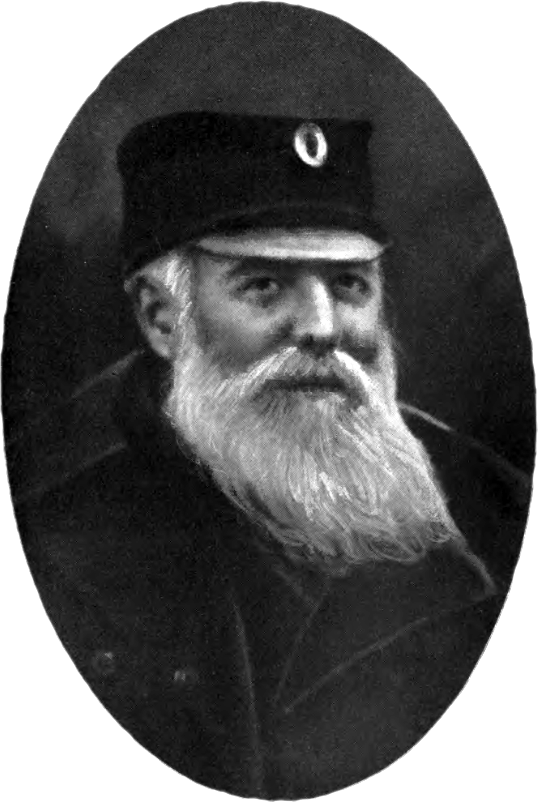
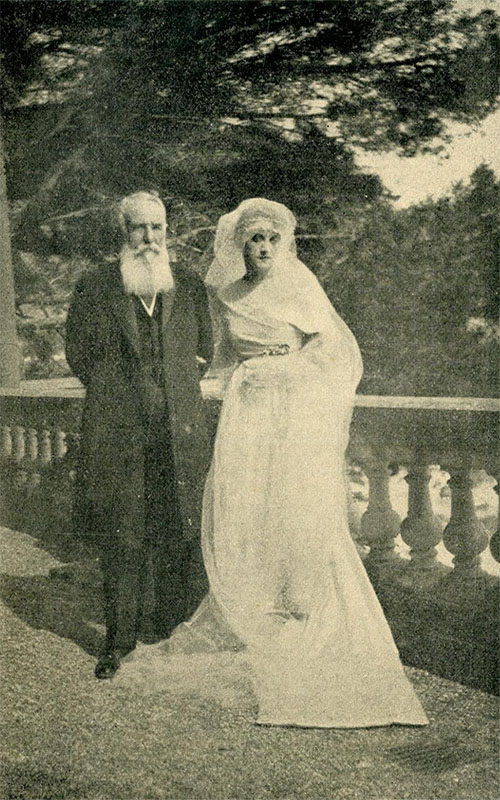
نیکولا پاشیچ و دخترش